# Anne van Olst
Anne van Olst, född den 25 mars 1962 i Hasseris i Danmark, är en dansk ryttare.
Hon tog OS-brons i lagtävlingen i dressyr i samband med de olympiska ridsporttävlingarna 2008 i Peking.